# Cincturorhynchus karlingi
Cincturorhynchus karlingi är en plattmaskart som beskrevs av Schockaert 1982. Cincturorhynchus karlingi ingår i släktet Cincturorhynchus och familjen Polycystididae. Inga underarter finns listade i Catalogue of Life.